# (15651) Tlépolème
(15651) Tlépolème, désignation internationale (15651) Tlepolemos, est un astéroïde troyen jovien.

## Description
(15651) Tlépolème est un astéroïde troyen jovien, camp grec, c'est-à-dire situé au point de Lagrange L4 du système Soleil-Jupiter. Il présente une orbite caractérisée par un demi-grand axe de 5,285 UA, une excentricité de 0,041 et une inclinaison de 3,0° par rapport à l'écliptique.
Il est nommé en référence au personnage de la mythologie grecque Tlépolème, fils d'Héraclès et roi de Rhodes, acteur du conflit légendaire de la guerre de Troie.

## Compléments